# Olympische Sommerspiele 1976/Teilnehmer (Honduras)
| Gelbes Symbol für Goldmedaillen mit stilisierten Olympischen Ringen | Graues Symbol für Silbermedaillen mit stilisierten Olympischen Ringen | Braundes Symbol für Bronzemedaillen mit stilisierten Olympischen Ringen |
| ------------------------------------------------------------------- | --------------------------------------------------------------------- | ----------------------------------------------------------------------- |
| —                                                                   | —                                                                     | —                                                                       |

Honduras nahm an den Olympischen Sommerspielen 1976 in der kanadischen Stadt Montreal mit drei männlichen Sportlern in der Leichtathletik teil.

## Teilnehmer nach Sportarten

### Leichtathletik
Männer
- Hipólito López
Marathon: 41. Platz (2:26:00 h)

- Luis Raudales
Marathon: 49. Platz (2:29:25 h)

- Santiago Fonseca
20 km Gehen: 27. Platz (1:36:07 h)